# 朝鲜对外文化联络委员会
朝鲜对外文化联络委员会（朝鲜语：／）是朝鮮民主主義人民共和國對外文化機關，負責組織與世界其他國家及組織的文化活動，以提升朝鲜國際關係地位。現任委員長是徐虎元。

## 外部連結
- 官方網站 Archive.today的存檔，存档日期2015-11-06（朝鲜文）（英文）（俄文）（法文）（西班牙文）
- Kim Yong Nam Visits Indonesia – The People's Korea